# آنا ميديد
آنا ميديد (بالإنجليزية: Ana Meded)‏ مواليد 19 مارس 1996، هي لاعبة كرة يد أسترالية تلعب كمحور. مثلت منتخب أستراليا لكرة اليد للسيدات.

## سجل المنافسة
شاركت في البطولات التالية:
- بطولة العالم لكرة اليد للسيدات 2013